# Jason Goldenberg
Jason Goldenberg (* 14. November 1984 in Atlanta, Georgia) ist ein US-amerikanischer Schiedsrichter im Basketball, der seit dem Jahr 2016 in der NBA tätig ist. Er trägt die Uniform mit der Nummer 35.

## Karriere

### College-Basketball
Vor dem Einstieg in die NBA arbeitete er für vier Jahre als College-Basketballschiedsrichter u. a. in der Big South Conference, Southern Conference und der Ohio Valley Conference.

### National Basketball Association
Goldenberg begann im Jahr 2016 seine NBA-Schiedsrichterlaufbahn beim Spiel der Atlanta Hawks gegen die Houston Rockets.
Zuvor war er fünf Jahre als Schiedsrichter in der NBA G-League tätig.